# Honda Civic
Honda Civic je automobil nižší střední třídy produkovaný japonskou automobilkou Honda. První generace byla představena v roce 1972 a v současné době se vyrábí již jedenáctá generace tohoto vozu. Kromě základní verze se vyrábí i sportovní verze Civic Type-R a verze šetrná k životnímu prostředí Civic Hybrid, která kombinuje spalovací motor a elektromotor. Patří mezi nejúspěšnější modely automobilky.[zdroj?] V prvních 7 generacích bylo vyrobeno více než 15 milionů kusů.

## Historie
Civic byl uveden na trh v roce 1972 jako dvoudveřové kupé, které bylo brzy následováno 3dveřovým hatchbackem. Tento automobil hrál důležitou úlohu v televizním seriálu Nemocnice na kraji města, kdy pro jednu z hlavních postav doktora Blažeje představuje vysněné luxusní auto.
Etapy vývoje Hondy Civic:
- První generace (1G) – 1972–1979
- Druhá generace (2G) – 1980–1983
- Třetí generace (3G) – 1984–1987
- Čtvrtá generace (4G) – 1988–1991
- Pátá generace (5G) – 1992–1995
- Šestá generace (6G) – 1996–2000
- Sedmá generace (7G) – 2001–2005
- Osmá generace (8G) – 2006–2011
- Devátá generace (9G) – 2012– 2015
- Desátá generace (10G) - 2016 - ?

## První generace (1973–1979)

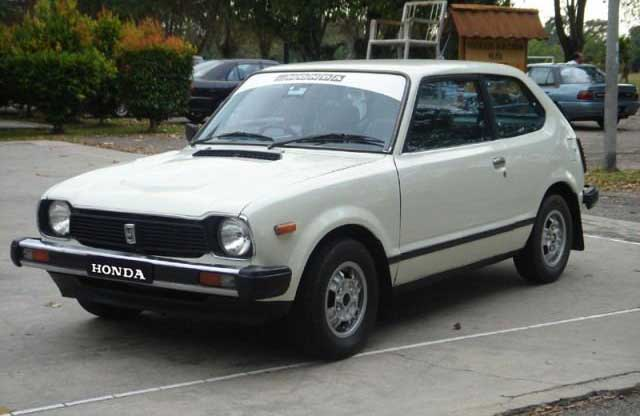
První generace vozu Honda Civic

Honda Civic první generace byla představena světu v červenci roku 1972. V té době byla firma známa spíše díky svým motocyklům než automobilům, které i když byly vyspělé, měly ve své době v Evropě a Spojených státech neakceptovatelně malé motory s kubaturou od 360 do 800 cm³ a otáčkami motocyklového supersportu.
Civic znamenal v tomto směru pro Hondu přelom a byl prvním skutečně plnohodnotným vozem schopným plně konkurovat i na cizích trzích. Přes své skromné vnější rozměry poskytoval překvapivě mnoho prostoru a pohodlí. Od počátku výroby byl vybaven motorem o objemu 1,2 l s výkonem 50 k, se kterým dokázal vyvinout rychlost v té době a ve své třídě slušných 146 km/h.
V roce 1973 se začal Civic dodávat i na evropský a americký trh, kde vzhledem k tomu, že ropná krize byla v plném rozkvětu a spotřeba 760 kg těžkého vozu byla pod šest litrů na sto kilometrů, zaznamenal velký úspěch. Byl to právě Civic, který způsobil, že lidé začali brát Hondu vážně a ta se zařadila do top ten největších světových výrobců automobilů.
V tomtéž roce se lehce zvětšil objem i výkon základního motoru Civicu. Ten se začal dodávat také v luxusnější variantě s motorem 1,5l CVCC (Compound Vortex-Controlled Combustion), který se vyznačoval nízkou spotřebou i emisemi a byl schopen až do roku 1983 plnit americké emisní limity bez použití katalyzátoru. Kouzlo tohoto motoru spočívalo v tom, že každý válec měl ještě malou komoru mimo hlavní spalovací prostor, kde svíčka zapálila bohatou směs, která pak teprve zažehla chudou směs ve válci.
Standardní výbava zahrnovala kotoučové brzdy na předních kolech, vinylové sedačky a palubní desku v imitaci dřeva. Jako příplatkovou výbavu bylo možno objednat dřevěný volant, stropní konzoli s kompasem a osvětlením, rádio s přehrávačem kazet, hodiny, zástěrky na zadní kola, zadní stěrač, cyklovač stěračů nebo i třeba jen koženou hlavici řadicí páky.
Postupem času byl Civic nabízen ve všech běžných variantách od dvoudveřového sedanu, přes tří a pětidveřový hatchback, až po pětidveřové kombi.

## Druhá generace (1980–1983)

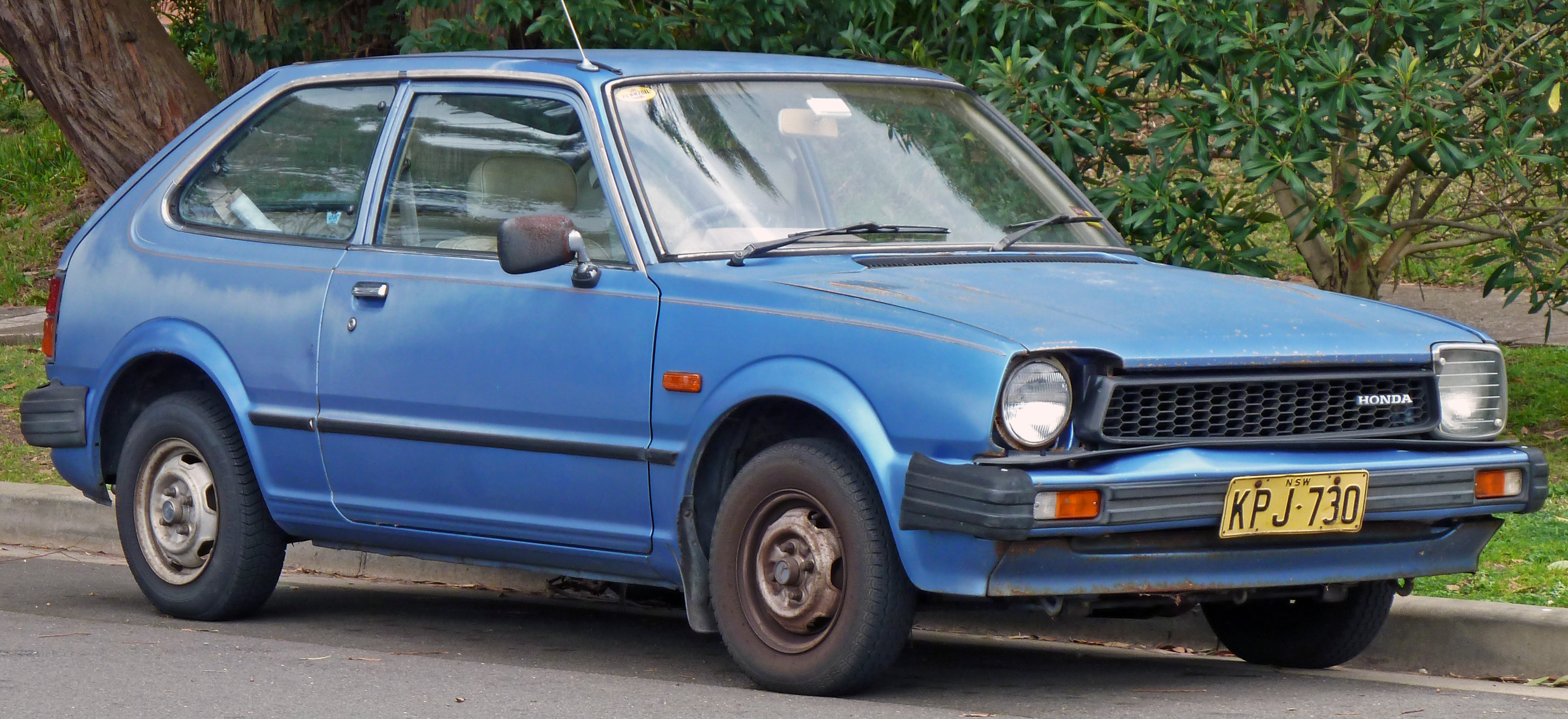
Civic II

Objevila se v roce 1979. Měla větší rozměry než předchůdkyně. Byla vybavena pětistupňovou převodovkou.

## Třetí generace (1984–1987)

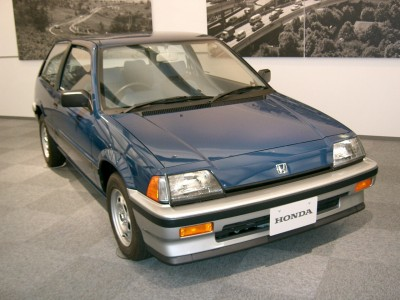
Civic III

Vyráběla se od roku 1983. Byla již podobná moderním generacím. Získala ocenění turínských karosářů za design v roce 1984. Kromě 3- a 5dveřového hatchbacku a sedanu existovalo sportovní kupé CRX a velkoprostorové kombi Shuttle, které je označováno za předchůdce dnešních MPV. To se vyrábělo i ve verzi Real Time 4x4.[zdroj?]

## Čtvrtá generace (1988–1991)

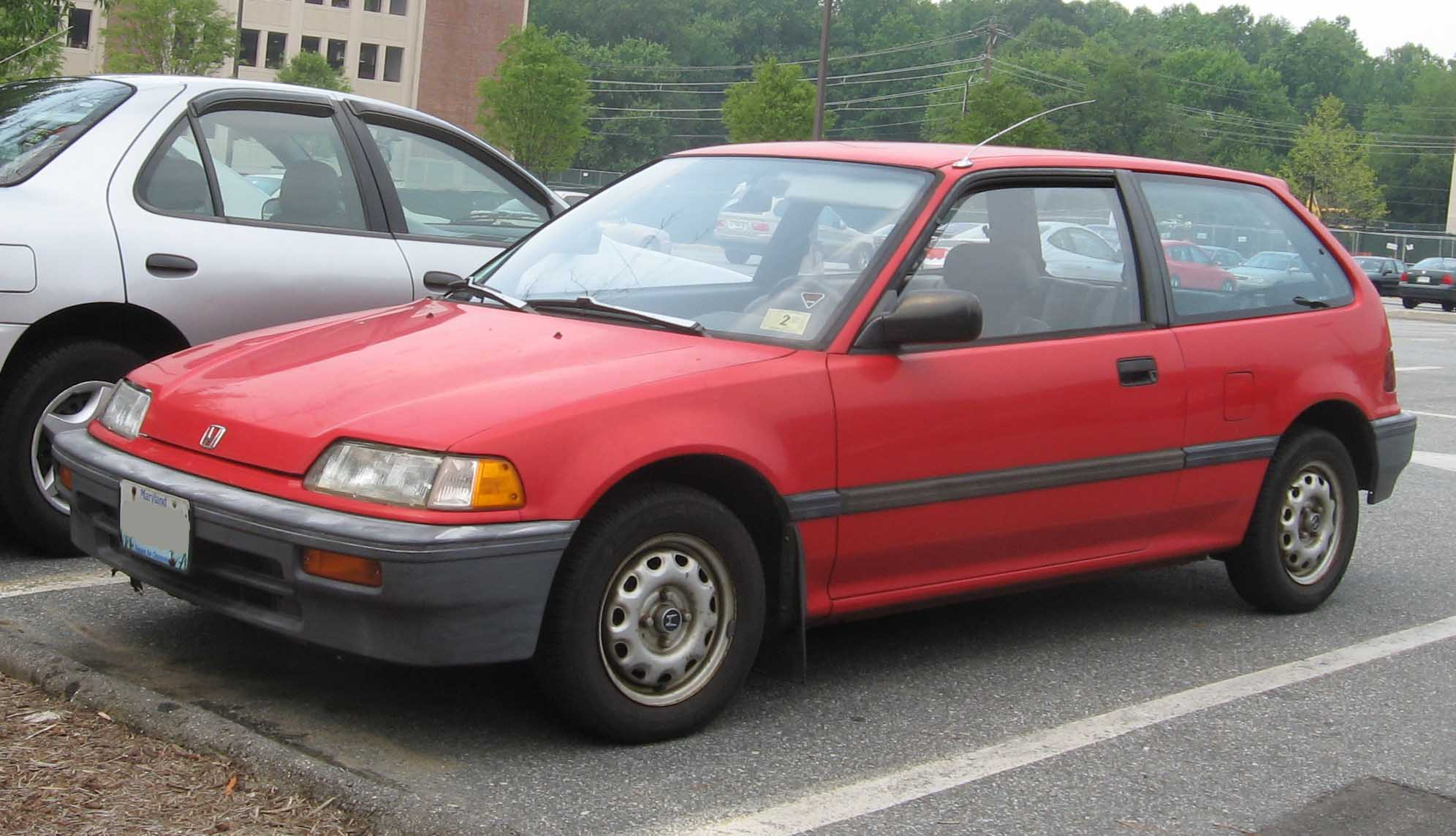
Civic IV

Následnice z roku 1987 se dočkala jemnějších tvarů.
Vyráběla se ve verzi 3D - hatchback, 4D - sedan, MPV - Shuttle a sporvovní kupé CRX.
Shuttle a Sedan se i u této generace vyráběli s pohonem 4x4.
Celá modelová řada měla nezávislé zavěšení kol.
Třídveřový model a kupé CRX se objevilo s motorem B16A s DOHC rozvodem a se systémem proměnného časování ventilů VTEC.

## Pátá generace (1992–1995)

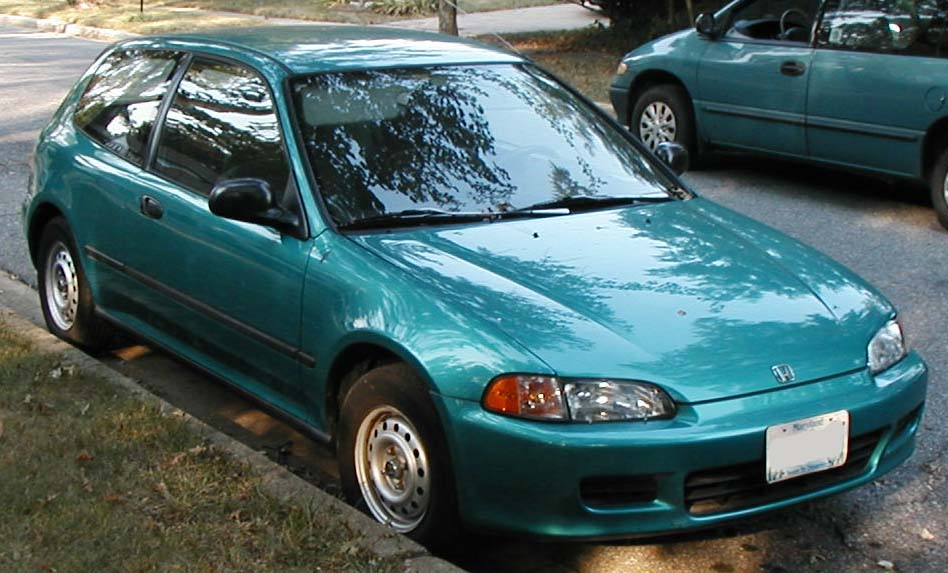
Civic V

Je z roku 1991. Byla první která se oficiálně prodávala v Československu. Tvary vozu byly výrazně zaobleny. Vyráběl se jako hatchback, sedan a kupé. Model CRX pokračoval ve výrobě s karoserií targa a byl označován CRX Del Sol.
Jedná se o nejoblíbenější generaci vozu mezi mladými lidmi a tak je k dostání spousta dílů z druhovýroby či kopií JDM dílů či tuningových dílů.
Civic byl dodáván s velkou škálou benzínových motorů v závislosti na trzích určení. Vrcholový model VTi s motorem b16a2 dosahoval maximálního výkonu 118kw při 7600ot. Japonské verze měly například elektricky sklopná či vyhřívaná zrcátka, parking pole nebo digitální klimatizaci.

## Šestá generace (1996–2000)

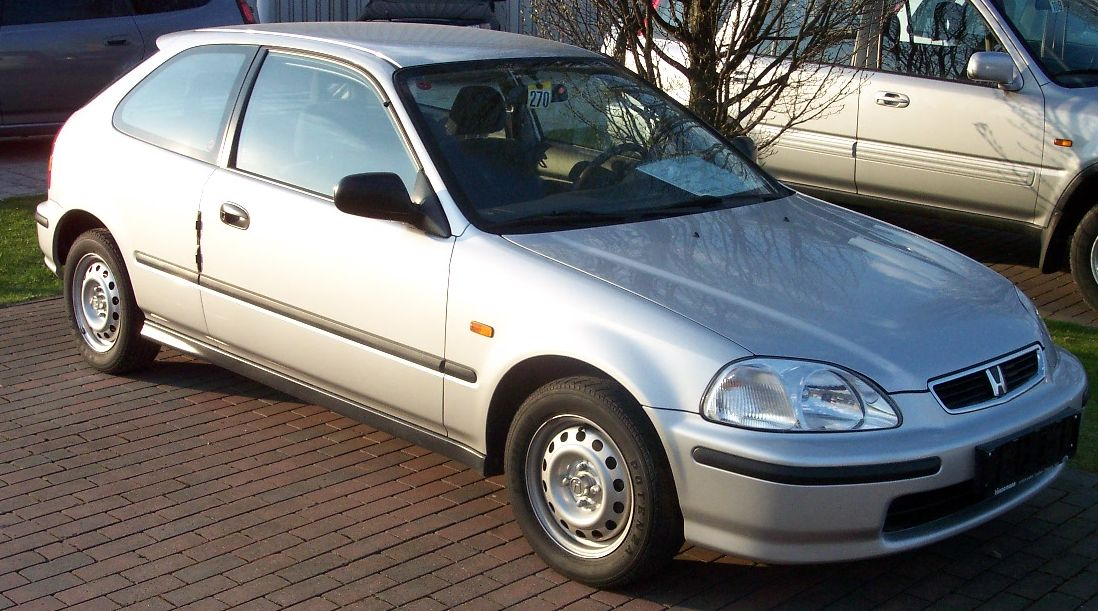
Civic VI

Výroba probíhala v letech 1995 až 2001. Čtyřdveřový sedan a 3D verze se vyráběla v Japonsku. 5D verze se stejně jako kombi vyráběl ve Velké Británii.(“Honda Civic Fastback a Aerodeck”) díly z japonska, ale skládané v Anglii. 
Ve své kategorii nabízel jeden z nejprostornějších interiérů.

## Sedmá generace (2001–2005)

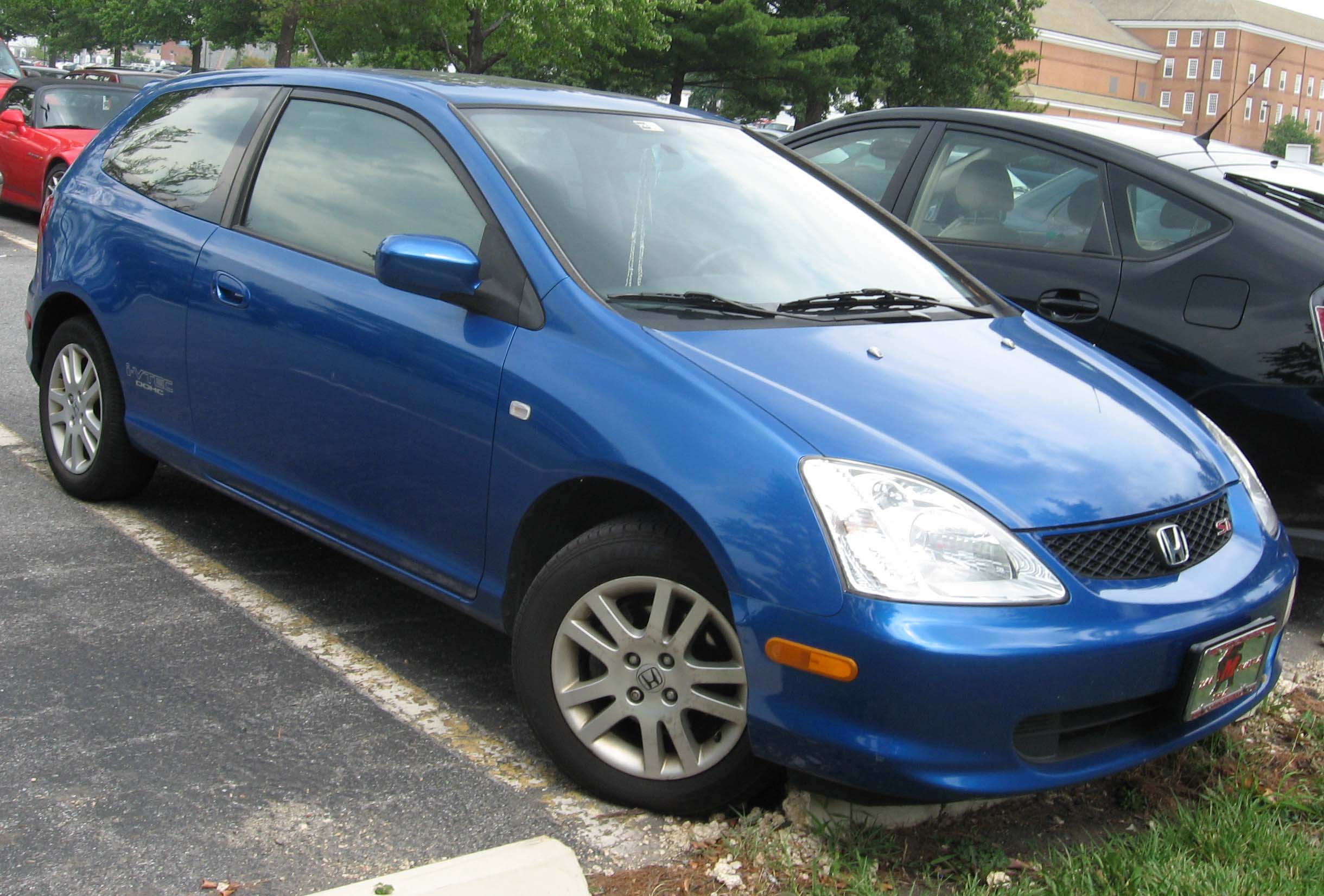
Civic VII SI

Vyráběla se od roku 2000. Kromě 3- a 5dveřového hatchbacku se vyráběl sedan a kupé. Ze stejné platformy vycházela Honda Stream a Honda CR-V. V roce 2004 prošel vůz faceliftem.

## Osmá generace (2006–2011)
Osmá generace Hondy Civic se prodává od roku 2005. Pro Evropu je určený tří- a pětidveřový hatchback a sedan. Jedná se o vůz nižší střední třídy, který má poháněnou přední nápravu. Kromě běžných verzí je nabízen i třídveřový model Type R, automobil tzv. kategorie hot-hatch. Od sedanu je odvozený Civic Hybrid.
Kubistický tvar Hondy Civic zvýrazňují pásy světlometů vzadu i vpředu, v jejichž středu se ční znak automobilky. Pod pásem se nacházejí originální mlhovky trojúhelníkového tvaru (v zadní části jsou umístěny na tom samém místě výfuky stejného tvaru jako mlhovky). Tento vůz někomu může připadat, jako kdyby měl dvě přední (popř. zadní) části právě v důsledku výrazné podobnosti obou těchto částí. Honda vyrábí jak karoserii s pěti dveřmi tak i třídveřovou verzi označovanou jako Type S. Interiér rovněž navozuje atmosféru vzdálené budoucnosti. Japonská automobilka nabízí zároveň jak karoserii s označením 5D (krátká verze) tak i prodloužený Sedan, jehož tvary nevzbuzují takovou vlnu zájmu, jako je tomu u kontroverzní verze 5D.
Automobilka nabízí širokou škálu motorů: 1.4 61 kW (83 PS), 1.8 103 kW (140 PS) a 2.2 i-CTDi 103 kW (140 PS). Vrcholným představitelem je tzv. Type R, který je vybaven výkonem 148 kW (201 PS). K dispozici jsou jak benzínové tak i naftové agregáty. Japonští vývojáři také pomysleli na životní prostředí a u verze Sedan vyrobili tzv. hybridní automobil, jehož motor je kombinací 1.4 70 kW (95 PS) a elektromotoru 15 kW (20 PS). Honda taktéž nabízí několik verzí, které se liší svou výbavou: Comfort, Sport a Executive.

### Hatchback

#### Pětidveřový
Pětidveřový hatchback je základní karosářskou verzí Civicu. Proti předchozí generaci je kratší a užší. Má výrazný futuristický design exteriéru i interiéru. V přední části tvoří světlomety a maska chladiče jednolitou lesklou plochu krytou průhledným sklem, mlhová světla mají tvar trojúhelníku. Boční profil má kompaktní tvary, díky krátkým zadním dveřím a mohutným zadním sloupkem vyvolává dojem třídveřového auta. Zadní světla opakují motiv z přední části vozu, zadní okno je vypouklé a rozdělené integrovaným spoilerem na dvě části, dvě trojúhelníkové koncovky výfuku jsou umístěny stejným způsobem jako přední mlhová světla. Pro pětidveřový hatchback jsou určeny benzínové motory 1.4, který má svůj původ v menším modelu Jazz, a zcela nový 1.8. Naftové motory zastupuje 2.2 i-CTDi představený dříve v sedmé generaci Accordu. Všechny motorizace jsou standardně spojeny s šestistupňovou manuální převodovkou, pro 1.8 i-VTEC je nabízen i šestistupňový automat.
| Model                 | 1.4 i-DSI        | 1.8 i-VTEC          | 2.2 i-CTDi       |
| --------------------- | ---------------- | ------------------- | ---------------- |
| Uspořádání válců      | 4 v řadě         | 4 v řadě            | 4 v řadě         |
| Druh motoru           | benzínový        | benzínový           | turbodiesel      |
| Typ motoru            | L13A7            | R18A2               | N22A2            |
| Objem (cm³)           | 1339             | 1799                | 2204             |
| Výkon (kW)            | 61 při 5700 ot.  | 103 při 6300 ot.    | 103 při 4000 ot. |
| Kroutící moment (Nm)  | 117 při 2800 ot. | 174 při 4300 ot.    | 340 při 2000 ot. |
| Nejvyšší rychlost     | 170 km/h         | 205 km/h            | 205 km/h         |
| Zrychlení 0–100 km/h  | 14,6 s           | 8,9 s               | 8,6 s            |
| Kombinovaná spotřeba  | 5,9 l/100 km     | 6,6 (6,8*) l/100 km | 5,3 l/100 km     |
| Pohotovostní hmotnost | 1240 kg          | 1265 kg             | 1422 kg          |

Pozn.: * = s automatickou převodovkou

#### Type S
Třídveřový hatchback má obchodní označení Type S. Představen byl v roce 2006. Od pětidveřové verze se příliš neliší, zpracování detailů je více sportovní, zadní část karosérie je více zkosená. Nabídka motorů je shodná, jen chybí základní motor 1.4 i-DSI.
| Model                 | 1.8 i-VTEC          | 2.2 i-CTDi       |
| --------------------- | ------------------- | ---------------- |
| Uspořádání válců      | 4 v řadě            | 4 v řadě         |
| Druh motoru           | benzínový           | turbodiesel      |
| Typ motoru            | R18A2               | N22A2            |
| Objem (cm³)           | 1799                | 2204             |
| Výkon (kW)            | 103 při 6300 ot.    | 103 při 4000 ot. |
| Kroutící moment (Nm)  | 174 při 4300 ot.    | 340 při 2000 ot. |
| Nejvyšší rychlost     | 205 km/h            | 205 km/h         |
| Zrychlení 0–100 km/h  | 8,9 (10,9*) s       | 8,6 s            |
| Kombinovaná spotřeba  | 6,6 (6,5*) l/100 km | 5,2 l/100 km     |
| Pohotovostní hmotnost | 1266 kg             | 1383 kg          |

Pozn.: * = s automatickou převodovkou

### Type R

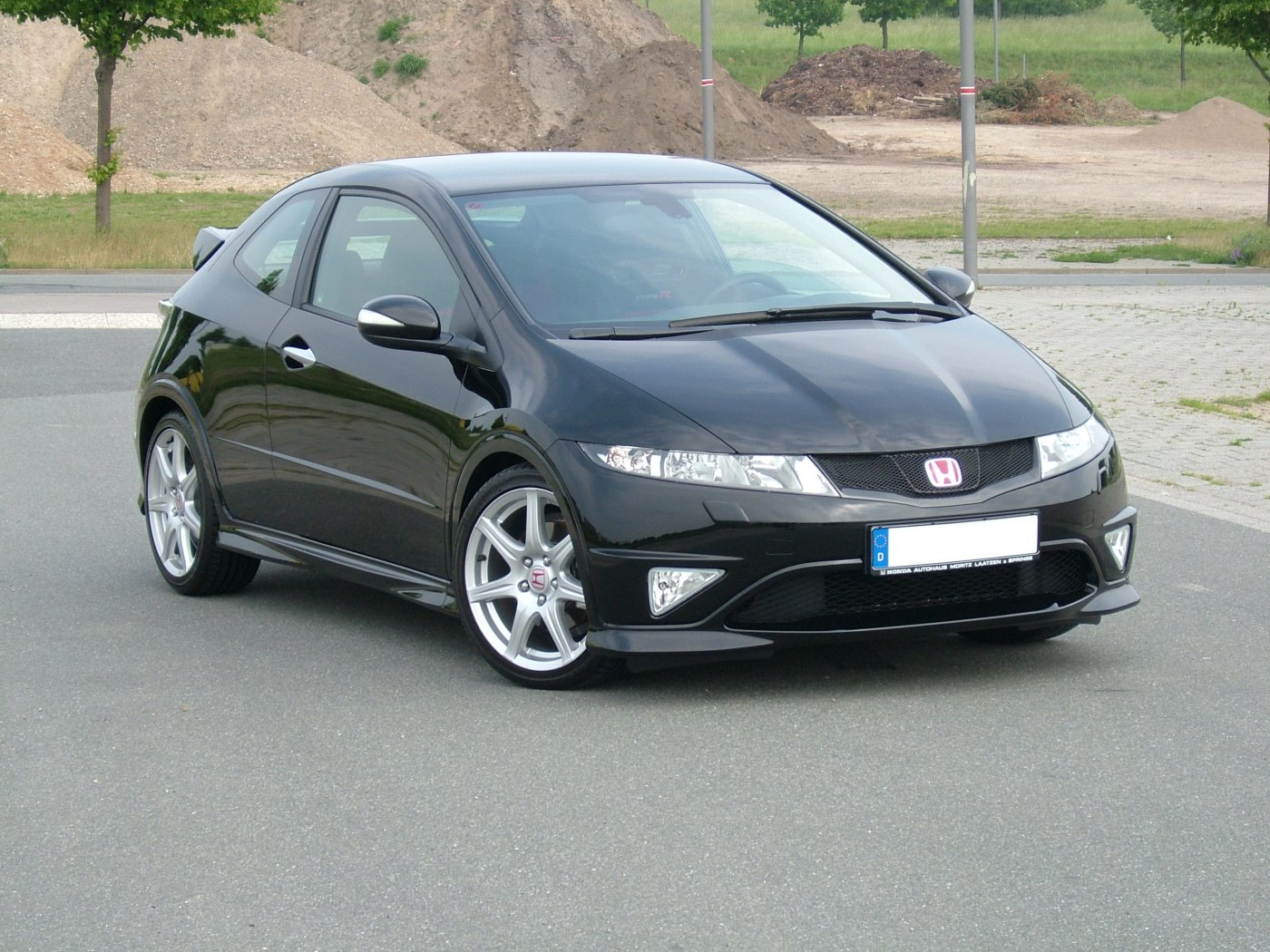
Honda Civic Type R

Vysokovýkonná verze Type R vychází ze třídveřového hatchbacku. Pohání ji evoluce motoru z předchozí generace Type R. Světlá výška je snížena o 15 mm, proti Type S jsou rozšířené blatníky, litá kola mají standardně průměr 18 palců. Pod předním a zadním nárazníkem se nacházejí spoilery. Maska chladiče není tvořena průhledným plastem ale černou mřížkou s logem Hondy v červené barvě. Karosérie má příčné výztuhy podlahy pro zvýšení tuhosti a zesílené uchycení náprav. Převod řízení je strmější.
Atmosférický motor o objemu dva litry má rozvod DOHC s technologii variabilního časování ventilů i-VTEC měnící geometrii vačkové hřídele přibližně v rozsahu 5300 a 8300 otáček na ostřejší. Kompresní poměr je 11,0:1, vrtání i zdvih shodně 86 mm. Díky nové konstrukci sacího potrubí a sacích kanálů vzrostl výkon proti předchozí generaci ze 147 kW při 7400 ot./min na 148 kW při 7800 ot./min.
| Model                 | 2.0 i-VTEC       |
| --------------------- | ---------------- |
| Uspořádání válců      | 4 v řadě         |
| Druh motoru           | benzínový        |
| Typ motoru            | K20Z4            |
| Objem (cm³)           | 1998             |
| Výkon (kW)            | 148 při 7800 ot. |
| Kroutící moment (Nm)  | 193 při 5600 ot. |
| Nejvyšší rychlost     | 235 km/h         |
| Zrychlení 0–100 km/h  | 6,6 s            |
| Kombinovaná spotřeba  | 9,1 l/100 km     |
| Pohotovostní hmotnost | 1338 kg          |

### Sedan

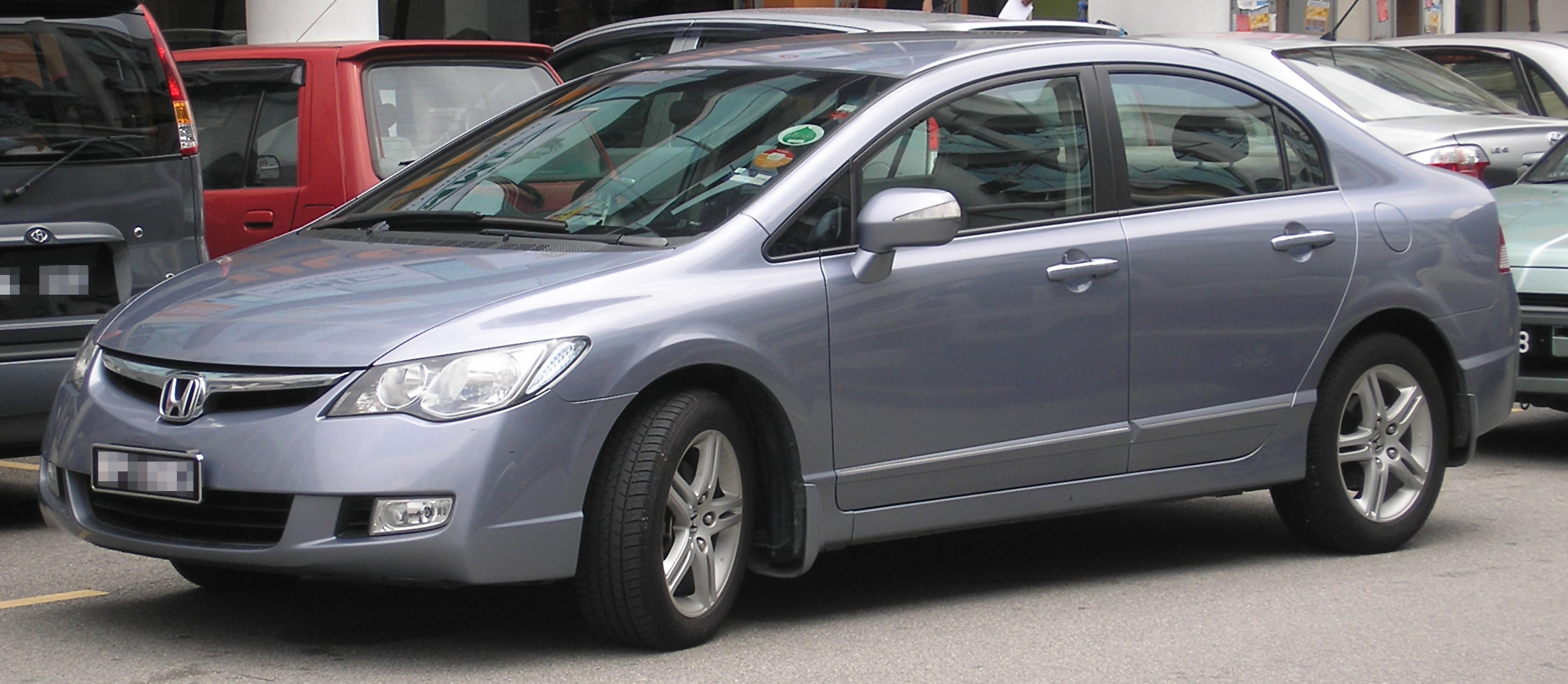
Honda Civic Sedan

Honda Civic Sedan se vyrábí od roku 2006.
| Model                 | 1.8 i-VTEC          |
| --------------------- | ------------------- |
| Uspořádání válců      | 4 v řadě            |
| Druh motoru           | benzínový           |
| Typ motoru            | R18A2               |
| Objem (cm³)           | 1799                |
| Výkon (kW)            | 103 při 6300 ot.    |
| Kroutící moment (Nm)  | 174 při 4300 ot.    |
| Nejvyšší rychlost     | 200 km/h            |
| Zrychlení 0–100 km/h  | 9,0 (10,4*) s       |
| Kombinovaná spotřeba  | 6,6 (6,7*) l/100 km |
| Pohotovostní hmotnost | 1269 (1299*) kg     |

Pozn.: * = s automatickou převodovkou